# التون کابانگو
التون کابانگو (انگلیسی: Elton Kabangu؛ زادهٔ ۸ فوریهٔ ۱۹۹۸) بازیکن فوتبال اهل بلژیک است که در حال حاضر برای باشگاه فوتبال یونیون سن ژیلواز بازی می‌کند.
از باشگاه‌هایی که در آن بازی کرده‌است می‌توان به باشگاه فوتبال آیندهوون (۱۹۰۹) اشاره کرد.

## دوران باشگاهی
کابانگو اولین بازی خود در لیگ دسته اول فوتبال هلند را برای باشگاه فوتبال آیندهوون (۱۹۰۹) در بازی مقابل باشگاه فوتبال تلستار انجام داد و پس از آمدن از روی نیمکت دو گل به ثمر رساند.
در ۹ ژوئن ۲۰۲۳، تیم باشگاه فوتبال یونیون سن ژیلواز از لیگ برتر فوتبال بلژیک، عقد قرارداد با کابانگو تا سال ۲۰۲۶ را تأیید کرد.